# Santa Chiara a Vigna Clara (titolo cardinalizio)
Santa Chiara a Vigna Clara (in latino: Titulus Sanctæ Claræ ad Vineam Claram) è un titolo cardinalizio istituito da 1969 da papa Paolo VI. Il titolo insiste sulla chiesa di Santa Chiara a Vigna Clara.
Dal 26 novembre 1994 il titolare è il cardinale Vinko Puljić, arcivescovo emerito di Sarajevo.

## Titolari
- Gordon Joseph Gray (30 aprile 1969 - 19 luglio 1993 deceduto)
- Vinko Puljić, dal 26 novembre 1994